# Dolný Vadičov
Dolný Vadičov je naseljeno mjesto u okrugu Kysucké Nové Mesto u Žilinskom kraju u Slovačkoj.

## Stanovništvo
| Godina:     | 1994. | 2004.    | 2014.    | 2024.    |
| ----------- | ----- | -------- | -------- | -------- |
| Broj ljudi: | 384   | 425      | 477      | 598      |
| Razlika:    |       | +10,67 % | +12,23 % | +25,36 % |

| Godina:     | 2023. | 2024.   |
| ----------- | ----- | ------- |
| Broj ljudi: | 588   | 598     |
| Razlika:    |       | +1,70 % |

Prema podatcima o broju stanovnika iz 2024. godine naselje je imalo 598 stanovnika.

## Vanjske poveznice
|  | Zajednički poslužitelj ima još gradiva o temi Dolný Vadičov |

- Službena stranica naselja (sl.)